# Juan Ignacio Méndez
Juan Ignacio Méndez Aveiro (ur. 28 kwietnia 1997 w Luján de Cuyo) – argentyński piłkarz pochodzenia chilijskiego występujący na pozycji środkowego pomocnika, od 2022 roku zawodnik San Lorenzo.